# Josiah Latimer Clark
Josiah Latimer Clark (Great Marlow, Buckinghamshire, 10 de marzo de 1822-Londres, 30 de octubre de 1898) fue un ingeniero eléctrico británico.

## Biografía
Latimer Clark nació en Great Marlow, Buckinghamshire, y fue el hermano menor de Edwin Clark (1814-1894) un ingeniero civil e inventor del ascensor hidráulico Clark con muelles. Latimer Clark estudió química en la escuela. Su primera conexión con el trabajo técnico fue en la industria química en un gran establecimiento de Dublín. Aun así, en 1848 Clark empezó a trabajar en el estudio de ingeniería civil de su hermano mayor y se convirtió en  ingeniero asistente del puente del estrecho de Menai.  Dos años más tarde, cuando su hermano fue nombrado ingeniero de la Compañía de Telégrafos Eléctricos, otra vez actuó como su ayudante, y posteriormente lo sucedió como ingeniero jefe. En 1854 obtuvo una patente «para transportar cartas o paquetes entre sitios por la presión del aire y el vacío», y más tarde, en 1863, participó en la construcción, por  parte de la London Pneumatic Despatch Company, de un tubo entre la oficina de correo del distrito noroeste y la Estación de Euston, en Londres.
Por la misma época se dedicó a las investigaciones experimentales sobre la propagación de la corriente eléctrica en los cables submarinos, sobre lo que publicó un folleto en 1855, y en 1859 fue miembro del Comité nombrado por el gobierno para examinar los numerosos fracasos de las empresas de cables submarinos. Más tarde realizó lo que Francis Ronalds había descrito en 1816 sobre el riesgo y causa de los retardos de las señales en las líneas de telégrafo, y a partir de entonces, dedicó un esfuerzo significativo para mejorar las comunicaciones telegráficas y dar a conocer los logros telegráficos de Ronalds. Fue presidente de la Sociedad de Ingenieros Telegráficos en 1875, cuando la famosa biblioteca eléctrica de Ronalds fue donada a la nueva Sociedad.
Latimer Clark puso mucha atención al tema de las mediciones eléctricas, y además diseñó varias mejoras en métodos y aparatos e inventando la célula estándar de Clark, tomando parte destacada en el movimiento para la sistematización de los estándares eléctricos, que fue inaugurado por el documento que él y Charles Tilston Bright leyeron en la Asociación británica en 1861. Con Bright también idearon mejoras en el aislamiento de los cables submarinos. En última parte de su vida fue miembro de varias empresas dedicadas al tendido de cables submarinos, la fabricación de aparatos eléctricos, y a la  ingeniería hidráulica. Clark fue uno de los primeros autores en usar los prefijos métricos mega- y micro- a otras unidades no métricas.
Clark murió en Londres el 30 de octubre de 1898.

## Vida privada
Clark se casó con Margaret Helen Preece en 1854. Tuvieron dos hijos. Más tarde se divorciaron amigablemente, en 1861.

## Publicaciones
Además de artículos profesionales, Clark publicó un Elementary Treatise on Electrical Measurementn(1868), junto con dos libros en temas astronómicos, y una memoria de William F. Cooke.